# Skuruhatt

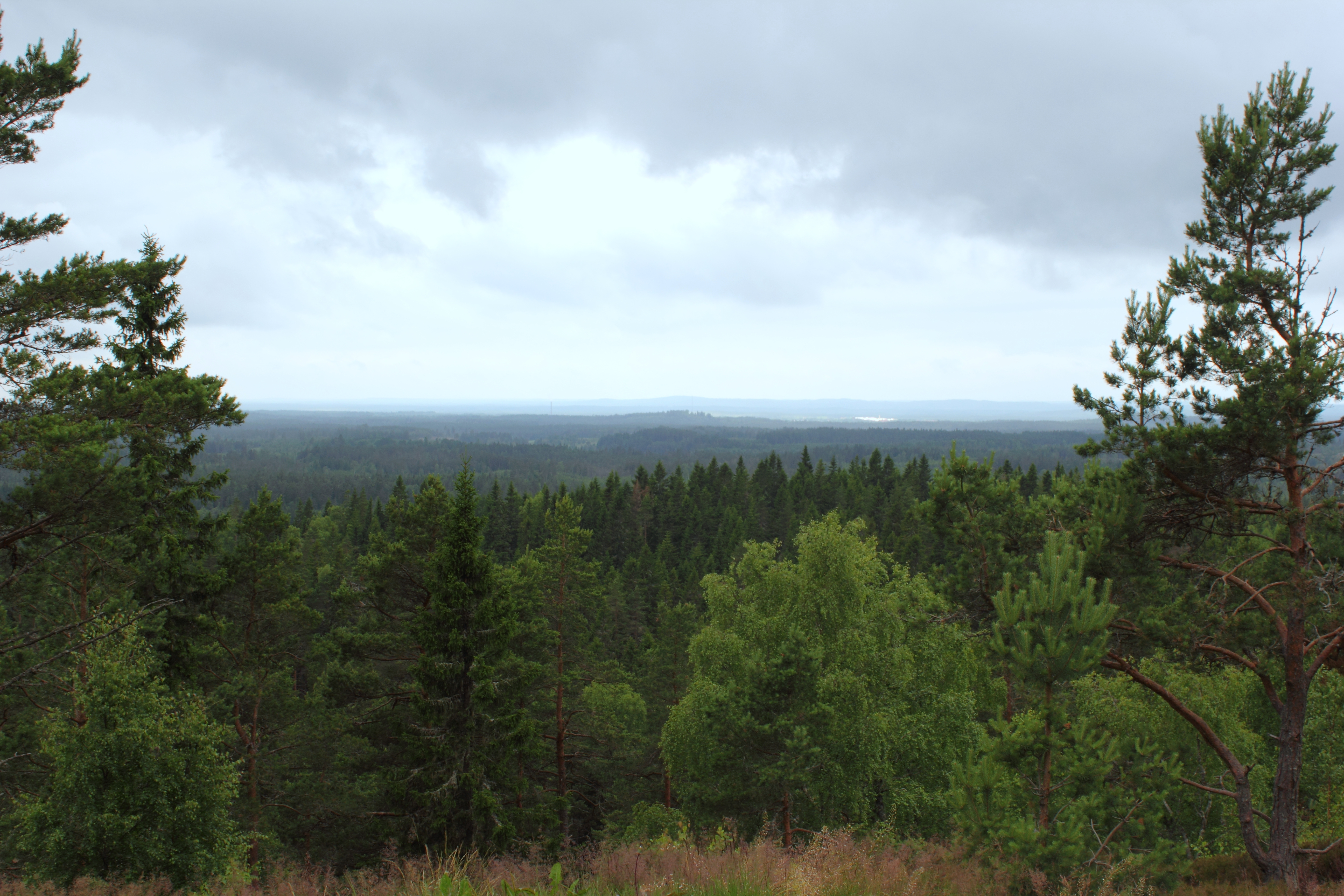
Utsikt mot söder från Skuruhatt en molnig julimorgon.

Skuruhatt är en bergshöjd i närheten av Skurugata i Eksjö kommun, Småland. Berget är med sina 323 meter över havet en av de högsta punkterna i Småland. Skurugataberg, ett stenkast därifrån är dock högre, 338 meter över havet. En vanlig missuppfattning är att det är Skuruhatt som är högst. Från toppen har man en hänförande vy över det småländska skogslandskapet.  Namnet på berget kommer av ordet skuru (förkastning). Omgivningarna kring Skurugata och Skuruhatt utgör sedan år 1967 Skurugata naturreservat som varje år besöks av många turister.
På Skuruhatt finns en grillplats, karta och en minnessten med ett citat av Albert Engström:
| ”                 | Folket som bo i dessa gårdar torde vara av det renaste guld – Dessa sega, magra arbetare, som brottas med sin fattiga jord och segra, segra, är det icke ett folk att hålla av. | „ |
| – Albert Engström | |   |